# Péchés de jeunesse (téléfilm)
Pour les articles homonymes, voir Péchés de jeunesse.
Pour plus de détails, voir Fiche technique et Distribution.
Pêchés de jeunesse (Seven Deadly Sins) est un téléfilm dramatique américain réalisé par Jeff Renfroe, basé sur la série de romans de Robin Wasserman, et diffusé en deux parties les 23 et 24 mai 2010 sur Lifetime Movie Network aux États-Unis, et en juillet 2011 en France sur M6.

## Synopsis

### 1repartie
Kaïa, jeune fille new-yorkaise, arrive dans la ville de Grace en Californie. Elle est au lycée. Elle fait la connaissance de Harper, Adam, Beth, Kane, Miranda... Kaïa sous le charme d'Adam, couche avec lui alors que ce dernier sort avec Beth et que Harper est folle amoureuse de lui. Harper apprend que Kaïa a couché avec Adam et du coup, se met à la détester.
Se détestant toujours, Kaia et Harper réussissent tout de même à s'unir pour mettre au point un plan afin qu'Adam rompe avec Beth. Les deux meilleures ennemies demandent alors à Kane Geary, le meilleur ami de Harper, de charmer Beth. Après avoir fait une photo truquée montrant Beth et Kane nus dans les vestiaires, Kaia envoie la photo à Adam qui va se consoler dans les bras de Harper. Seulement, lors d'une soirée, Kane qui était saoul fait savoir à tout le monde que Harper et Kaia ont séparé Adam et Beth. Adam ne souhaite plus revoir Harper et se remet avec Beth. Mais pour venger Harper, Kaia raconte à Beth qu'elle a couché avec Adam. Depuis cette soirée, Kaia et Harper sont vues comme les deux garces du lycée. 
À l'occasion de la remise des diplômes, un(e) élève du lycée doit faire un discours. En l’occurrence, c'est Harper qui gagne ce privilège pour lequel elle était en concurrence avec Beth. Pour se venger, Beth met de la drogue dans le café au lait de Harper juste avant que cette dernière monte sur scène pour faire son discours. Voyant qu'elle était sous l’empire de la drogue, le responsable exclut Harper de la salle. Sur le parking du lycée, Harper voit Kaia dans sa voiture discutant avec Kane. Toujours sous l'empire de la drogue, Harper propose à Kaia de quitter la ville. Kaia accepte et laisse Harper prendre le volant. 
Lorsque les deux filles passent devant le motel de Grace, Harper est distraite en voyant la voiture de son père et celle du shérif garées au motel. Harper perd le contrôle et les filles ont un grave accident de voiture.

### 2epartie
Alors que Harper a survécu à l'accident avec de graves blessures, Kaia, elle, n'a pas survécu. Depuis son accident, Harper n'est plus la même et se sent très mal. Elle se dit que c'est elle qui aurait dû mourir et elle se sent coupable de la mort de son amie, Kaia. De plus, elle ne se souvient plus de l'accident et est persuadée que c'est bien Kaia qui conduisait. Quand le shérif est persuadée que c'est bien Harper qui conduisait et qu'elle était sous l'emprise de la drogue, Harper comprend qu'elle risque la prison pour "homicide involontaire". Mais Kane, Adam et son père vont tout faire pour la protéger. Tandis que Kaia hante les esprits coupables de péchés...

## Fiche technique
- Réalisation : Jeff Renfroe
- Scénariste : Gary Tieche, d'après le roman de Robin Wasserman (en)
- Société de production : SDS Films

## Distribution
- Dreama Walker (VF : Pamela Ravassard : Harper Grace[1]
- Rachel Melvin (VF : Olivia Luccioni : Kaia Sellars[1]
- Jared Keeso (en) : Adam Morgan[1]
- Ty Olsson (VF : Guillaume Orsat): Grant Grace
- Deanna Milligan (en) (VF : Rafaèle Moutier : Ashley Grace
- Emma Lahana : Beth Manning[1]
- Greyston Holt (VF : Fabrice Fara) : Kane Geary[1]
- Kirsten Prout (VF : Marie-Eugénie Maréchal) : Miranda Stevens
- Leslie Hope (VF : Véronique Augereau): Le Shérif Sharon Geary
- Eric Close (VF : Guillaume Lebon) : Jack Powell[1]
- Steven Grayhm : Reed Sawyer[1]
- Samantha Ferris (VF : Josiane Pinson) : Diana Morgan

 Source et légende : version française (VF) sur RS Doublage et sur le carton télévisuel